# BASIC (grupo de países)

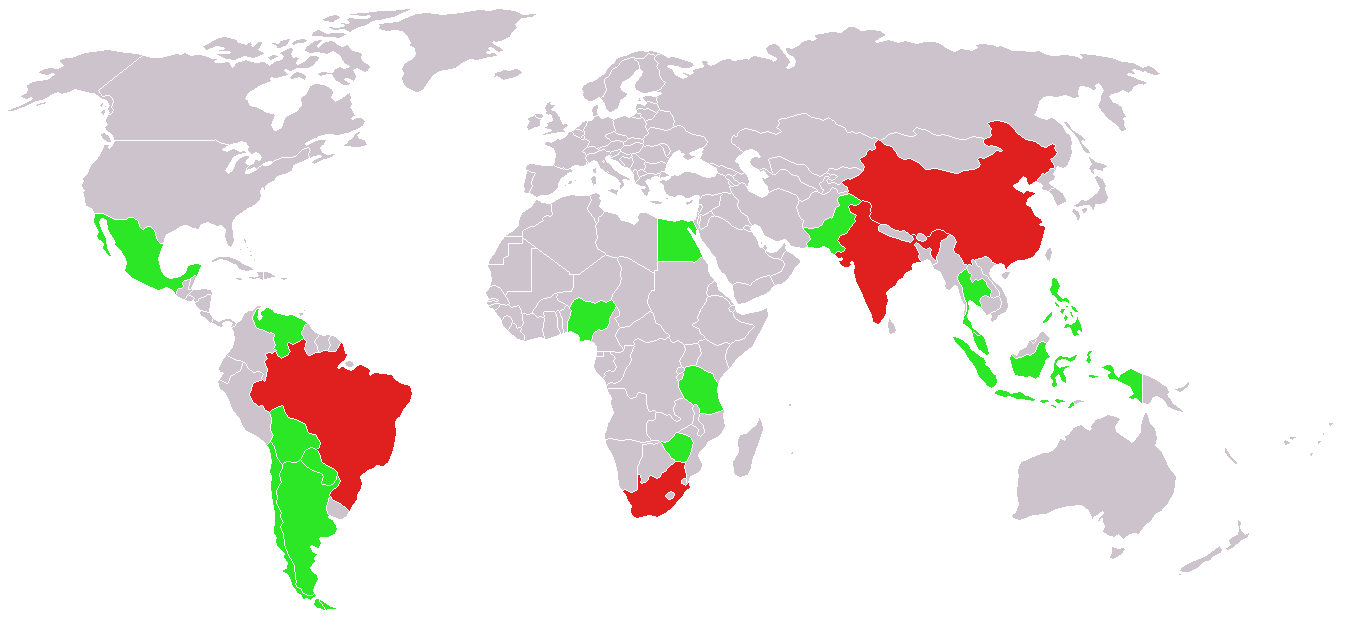
Países BASIC (vermelho) e outros países em desenvolvimento, também membros do G20 (verde)

BASIC é um bloco de quatro países recentemente industrializados (Brasil, África do Sul, India e China) constituído por acordo firmado em 28 de novembro de 2009. Pelo acordo, os quatro comprometeram-se a atuar de maneira combinada na Conferência das Nações Unidas sobre as Mudanças Climáticas de 2009, inclusive prevendo a possibilidade de uma retirada coletiva da Conferência, caso algum dos pontos não negociáveis da agenda comum do bloco não fosse  acatado pelos países desenvolvidos.
Durante a COP15, essa aliança geopolítica  promovida e liderada pela  China  participou da redação do Acordo de Copenhagen, juntamente com os Estados Unidos. Posteriormente, o grupo passou a trabalhar na definição de uma posição comum acerca da redução de emissões  de gases do efeito estufa e do apoio financeiro necessário, além de também procurar convencer outros países a assinar o Acordo.
Todavia, em janeiro de 2010, o bloco descreveu o Acordo de Copenhagen como um documento meramente político e sem implicações legais, ao contrário do que alegavam os países desenvolvidos. Os quatro países também declararam que anunciariam seus planos de redução de emissões de gases de efeito estufa até 31 de janeiro de 2010, conforme fora decidido em Copenhagen. Além disso, o grupo discutiu a possibilidade de oferecer ajuda técnica e financeira às nações mais pobres do G77, comprometendo-se a fornecer maiores detalhes após sua reunião na Cidade do Cabo, em abril de 2010. Essa atitude visava, aparentemente, envergonhar as nações mais ricas, que não têm destinado muitos recursos aos países mais pobres para a mitigação dos efeitos das mudanças climáticas.
Em abril de 2010, na Cidade do Cabo, ministros do meio ambiente dos quatro países lançaram a proposta de um acordo global de cooperação de longo prazo e capaz de produzir efeitos legais, com base no Quadro das Nações Unidas sobre a Mudança do Clima (UNFCCC) e no Protocolo de Kyoto, a ser concluído durante a próxima Conferência do Clima, em Cancun, México, em novembro daquele ano, ou, o mais tardar, durante a COP17, em Durban, África do Sul, em 2011, observando que o lento progresso legislativo nos EUA não deveria definir o passo dos trabalhos visando o acordo global.
Após a reunião o grupo divulgou uma declaração na qual pedia que os países ricos, dada a sua "histórica responsabilidade pelas mudanças climáticas", provessem os países pobres com apoio financeiro, tecnologia e capacitação, permitindo-lhes "um espaço equânime para o desenvolvimento" .
A cooperação técnica entre os países BASIC prosseguiu, e, em maio de 2010, a África do Sul, o Brasil e a Índia anunciaram um programa conjunto de desenvolvimento de satélites.